# Franco Caforio
Franco Caforio (Riccione, 17 giugno 1962) è un batterista e produttore discografico italiano, noto soprattutto per aver suonato nei Litfiba dal 1992 al 1999 e con Piero Pelù durante la sua carriera solista.

## Carriera
Figlio d'arte: il padre Rolando Caforio era batterista professionista e lo iscrisse al Conservatorio Statale di Musica "Gioachino Rossini" di Pesaro nel 1977. Contemporaneamente, Franco Caforio iniziò un corso di batteria con il maestro Elio Tiburzi a Riccione, dove ebbe più volte occasione di assistere agli studi di Giulio Capiozzo. 
La sua attività dal vivo iniziò nel 1978 con un gruppo rock, genere musicale che più gli consentiva di esprimere il suo stile preciso e potente sulla batteria e che lo portò a suonare, dalla fine degli anni settanta fino ai primi ottanta, con i Death SS, sotto lo pseudonimo di Thomas Chaste. Non fu l'unico batterista a militare nella band con questo nome d'arte: prima di lui c'era stato un Tommy Chaste e gli successe, infine, Thomas Hand Chaste. Uscito da questo progetto, entrò a far parte dei Violet Eves, gruppo che fondò insieme a Gabriele Tommasini, altro ex-membro dei Death SS. 
Dopo essersi diplomato nel 1988 in strumenti a percussione, si iscrisse al CPM di Milano, alla master class del maestro Walter Calloni, dove per due anni poté aprire i suoi orizzonti tecnici e stilistici studiando sui metodi più evoluti del periodo e approfondendo la cultura della batteria. 
Proseguì il suo percorso di studio frequentando stage e seminari (ad esempio con Billy Cobham e Vinnie Colaiuta). Nel 1987 vinse il Concorso Internazionale di Musica per i Giovani Città di Stresa, in formazione libera con un gruppo di tre percussioni. Tra il 1990 e 1991 si unì ai Melodrama suonando nei club milanesi e nei festival italiani.
Entrò nei Litfiba nel 1992, rimanendovi fino al 1999. Seguì poi il frontman Piero Pelù al momento della sua dipartita dal gruppo, accompagnandolo nella carriera da solista e restando con lui fino al 2005. Dal 2006 collabora con vari artisti e gruppi musicali.
Dal 2014 vive e risiede a Milano.

## Discografia
Con i Violet Eves 
Album in studio
- 1985 – Incidental Glance
- 1988 – Promenade

Singoli ed EP
- 1985 – Listen Over the Ocean
- Promenades / Interview De Nico

Split
- 1988 – Padam Padam - Split con Litfiba e Moda

Raccolte
- 2001 – Overview

 Con Nicoletta Magalotti 
- 1992 – Nicoletta Magalotti: Nico

 Con i Litfiba 
Album in studio
- 1993 – Terremoto
- 1995 – Spirito
- 1997 – Mondi sommersi
- 1999 – Infinito

Album dal vivo
- 1994 – Colpo di coda
- 1995 – Lacio drom
- 1998 – Croce e delizia
- 2005 – '99 Live

 Con Piero Pelù 
Album in studio
- 2000 – Né buoni né cattivi
- 2002 – U.D.S. - L'uomo della strada
- 2004 – Soggetti smarriti
- 2005 – Presente

EP
- 2003 – 100% Live